# Calistão

Bandeira proposta para o Calistão.

Calistão ou Khalistan é um movimento separatista sique, que procura criar um país independente chamado Khalistān ("A Terra dos Khalsa") na região do Panjabe para servir como uma pátria para os siques.  A definição territorial do país proposto consiste em Hariana, Himachal Pradexe, Jamu e Caxemira e Rajastão. 
O movimento Calistão começou como um empreendimento dos expatriados.  Em 1971, a primeira reivindicação explícita para um Calistão foi feita em um anúncio publicado no The New York Times por um expatriado Jagjit Singh Chohan.  Com apoio financeiro e político da diáspora sique, o movimento floresceu no estado indiano de Panjabe, que tem uma população de maioria sique e atingiu seu apogeu no final da década de 1970 e na década de 1980, quando o movimento secessionista causou violência em grande escala entre a população local, incluindo o assassinato da primeira-ministra Indira Gandhi e o ataque bombista ao avião da Air India matando 328 passageiros.  Várias organizações pró-Calistão estiveram envolvidas em um movimento separatista contra o governo da Índia desde então. Na década de 1990, a insurgência se esgotou, e o movimento fracassou em alcançar seu objetivo devido a múltiplas razões, incluindo uma forte repressão policial contra os separatistas, divisões entre os siques e perda de apoio da população sique. A violência extremista começou visando os Nirankaris e seguido por ataques à máquina do governo e aos hindus. Em última análise, os terroristas siques também atacaram outros siques com pontos de vista opostos. Isto levou a uma maior perda de apoio público e os militantes foram finalmente colocados sob o controle das forças de segurança em 1993. 
No início de 2018, alguns grupos militantes foram presos pela polícia em Panjabe. O ministro-chefe do Panjabe, Amarinder Singh, afirmou que o recente extremismo é apoiado pelo ISI do Paquistão e "simpatizantes do Calistão" no Canadá, na Itália e no Reino Unido.  Há algum apoio de grupos marginais  no exterior, especialmente no Canadá, mas o primeiro-ministro canadense, Justin Trudeau, declarou que seu país não apoiaria o ressurgimento do movimento separatista. 